# Cynophalla polyantha
Cynophalla polyantha är en kaprisväxtart som först beskrevs av José Jéronimo Triana och Planch., och fick sitt nu gällande namn av Cornejo och Iltis. Cynophalla polyantha ingår i släktet Cynophalla, och familjen kaprisväxter. Inga underarter finns listade i Catalogue of Life.